# Jeremy Clarkson
Jeremy Charles Robert Clarkson (n. 11 aprilie 1960, Tickhill⁠(d), Anglia, Regatul Unit) este un scriitor și prezentator britanic specializat pe probleme auto. Scrie articole în fiecare săptamână pentru The Sunday Times și The Sun, dar este asociat foarte des cu emisiunea auto a BBC, Top Gear, al cărei prezentator este în perioada 1989 - 1999 și din 2002 până în 2015. Emisiunea a câștigat un Emmy în 2005. "Nu este un om conform opiniei publice," este ceea ce spune BBC, se știe că Clarkson își impune opiniile și punctele de vedere. A fost descris de către Tony Parsons (jurnalist britanic) în Daily Mirror ca fiind un  "uimitor erou al incorectitudinii politice".

## Biografie
Clarkson a învățăt la Repton School, cu toate că el susține că a fost exmatriculat pentru că a băut și a fumat în incinta școlii. Prima lui slujbă a fost de vânzător călător pentru firma părinților săi, vânzând jucării "Padington Bear", după care a fost instruit în ale jurnalismului la ziarul "Rotheram Adviser".
În 1984, el a îmbinat calitățile jurnalistice cu pasiunea pentru mașini când împreună cu un prieten (Jonathan Gill) au deschis o Agenție de Presă Auto ( Motoring Press Agency - MPA) mai târziu devenită MPA Fingal care făcea teste auto pentru ziarele locale. A scris pentru reviste auto precum "Performance Car" din 1986 până în 1994.
S-a căsătorit cu agentul lui, Frances Catherine Cain pe data de 8 Mai 1993. Au împreună trei copii: Emily, Finlo și Katya. Locuiește cu familia în regiunea Cotswolds din Anglia aproape de Chipping Norton, Oxfordshire. Mai au o casă în Langness, Isle of Man. Isle of Man (Insula Omului) este locul de naștere al soției sale, insulă pe care Clarkson a descris-o  în 2004 ca fiind "sula din costele statului lui Tony Blair", datorită faptului că acolo nu este instituită o limită superioară de viteză.
În ciuda pasiunii sale pentru viteză, Clarkson nu are nici un punct de penalizare pe permis...

## Cariera de televiziune
Clarkson este asociat cel mai des cu emisiunea britanică de televiziune Top Gear,pe care a prezentat-o din 1989 până în 1999 și din nou din 2002 când a fost relansată într-o nouă formulă după o scurtă perioadă de absență. Actualii co-prezentatori sunt James May și Richard Hammond. Este emisiunea cu cea mai mare audiență de pe BBC Two, având aproape 350 de milioane de telespectatori în lume. A câștigat un Emmy în 2005,pentru cea mai bună emisiune de divertisment fără scenariu care este transmisă în Statele Unite. Atunci, Jeremy a spus:"Nu am fost la ceremonia de acordare a premiului pentru că nu am știut că vom câștiga dar am aflat în urma unui mesaj pe la ora 4 dimineața când scriam scenariul pentru noua emisiune..."
Clarkson publică în fiecare an filme cu conținut automobilistic. Prima realizare de acest gen a fost "Clarkson - Unleashed on cars (Clarkson - Dezlănțuit asupra mașinilor)", publicată în 1996. De-a lungul anilor, filmele sale îl arată conducând tot felul de mașini exotice inclusiv un Ford GT40 care fusese special modificat pentru a permite persoanelor înalte să îl conducă; Clarkson are 1,96 m înălțime. Este de asemenea cunoscut pentru faptul că distruge mașinile care le urăște în metode diferite, incluzând catapultarea unui Nissan Sunny folosind o catapultă,aruncarea unui Porsche 911 pe o rulotă și împușcarea unui Chevrolet Corvette cu o pușcă Gatling atașată unui elicopter.
A prezentat de asemenea și alte emisiuni cu legături auto cum ar fi seria "Star Cars"(Mașini vedetă),"Jeremy Clarkson's Motorworld" ( Lumea Auto a lui Jeremy Clarkson) și "Jeremy Clarkson's Car Years". Pentru o scurtă perioadă a avut și o emisiune proprie, "Clarkson", în care a supărat galezii când a așezat pe harta 3D din plastic a Țării Galilor într-un cuptor cu microunde. Mai târziu și-a motivat gestul spunând:"Am pus Țara Galilor în cuptor pentru că Scoția nu încăpea.". În același fel a supărat americanii când a scos harta SUA și a redenumit spațiul rămas :"Marea Canadei de sud".
După ce Angus Deayton a fost concediat, Clarkson a fost una din gazdele adunate să prezinte o emisiune cu teme diferite, "Have I got news for you (Să vezi ce știri am) ". El a fost singura gazdă a emisiunii care nu fusese în calitate de invitat înainte. După data de  2 Iunie, 2006, a prezentat emisiunea de patru ori și a fost invitat o dată.
Pe lângă televiziune, Clarkson are un rol în filmul Cars(Mașini) creat de studiourile Pixar, fiind vocea lui Harv, agentul lui Lightning McQueen, dar numai în ediția britanică.

## Interese inginerești
Clarkson este pasionat de inginerie, în special de munca de pionierat, lucru pe care l-a aratat întregii lumi în timpul emisiunii "Mari Britanici" când l-a susținut pe Isambard Kingdom Brunel. Lui Clarkson i-a fost acordată o diplomă onorifică de către Universitatea Brunel pe data de 12 septembrie 2003, parțial pentru munca sa depusă pentru popularizarea ingineriei și parțial pentru că l-a susținut pe Isambard Kingdom Brunel în emisiunea "Mari britanici".
În aprilie 2004 a fost invitat în emisiunea "Parkinson", în care a menționat faptul că scrie o carte despre sufletul pe care el crede că multe mașini îl au. Cartea, intitulată I Know You Got Soul (Stiu că ai suflet) a fost publicată în octombrie 2004. A dat ca cel mai elocvent exemplu, cursa Air France 4590: când oamenii au auzit că avionul s-a prăbușit, pe lângă tristețea simțită pentru pierderile omenești, era un sentiment de tristețe și pentru mașinărie. Clarkson a fost unul din ultimii pasageri ai cursei BA Concorde din data de 24 octombrie 2003. El l-a parafrazat pe Neil Armstrong pentru a descrie retragerea Concorde-ului: "Este un pas mic pentru om, dar un uriaș pas înapoi pentru omenire.".
Clarkson  deține mai multe mașini, printre care și ultima super mașină a celor de la Ford, Ford GT, un Mercedes SL55 AMG, un Volvo XC90, Ford Focus și un BMW M5. Experiențele sale cu Fordul GT sunt foarte bine cunoscute, după ce a avut mai multe probleme cu sistemul de urmărire și alarmare prin satelit - a povestit că i se spunea că mașina i-a fost furată chiar atunci când o conducea. Ca urmare, el a numit experiențele sale ca fiind "cea mai mizerabilă lună automobilistică", a returnat mașina la Ford pentru a-și lua banii înapoi. După o scurtă perioadă, după ce a și întrebat publicul "Top Gear" pe internet, a cumpărat din nou GT-ul. A numit-o "cea mai nefiabilă mașină produsă vreodată", datorită faptului că nu a reușit să facă un drum dus-întors cu mașina. În ediția din octombrie 2006, a revistei "Top Gear", James May a spus că Clarkson vrea să își cumpere un Gallardo Spider. A deținut de asemenea și un Ferrari F355 pentru o scurtă perioadă. Mașina a fost vândută pentru a face loc unui SL55 AMG căruia i s-a adăugat un SLK55 AMG.
Pasiunea sa binecunoscută pentru vehicule de mare viteză cu unul sau două locuri l-a făcut să dețină pentru o scurtă perioadă de timp a unui avion cu reacție English Electric Lightning F.1A, care și-a făcut loc în curtea din fața casei sale de la țară. Avionul a fost mutat în urma unui ordin a consiliului local, care "nu a vrut să mă creadă că e un ventilator de frunze", după spusele lui Clarkson pe un site de chat. De fapt, întreaga șmecherie a fost făcută pentru o emisiune TV, Speed, iar avionul este înapoi la grupul de conservare din Farnborough.
După ce a testat un Bugatti Veyron, s-a plâns și a anunțat că îi pare rău că nu va mai putea să conducă o mașină care să o egaleze.

## Controverse
Clarkson a fost deseori în centrul unor controverse. Comentariile sale au cauzat de multe ori probleme, chiar dacă în general sunt considerate a fi umoristice, unii s-au simțit lezați. Clarkson a subliniat faptul că astfel de comentarii au fost făcute într-un context umoristic și că urăște pe toată lumea la fel de mult.

### Rover
Clarkson era cunoscut pentru neîncetatele critici aduse mașinilor Rover, care erau produse de Austin Motor Company în fabrica de la Longbridge. După ce BMW s-a retras de la Longbridge, Rover a fost cumpărată de Phoenix Consortium și de către producătorii britanici de mașini MG și Rover, mărci care au fuzionat și au devenit cel mai mare producător britanic de automobile. În ciuda unor succese mediocre ale unor modele și a succesului în cursele de mașini, Clarkson a continuat să critice Rover la televizor și în ziare. Oricum a arătat puțină simpatie pentru muncitorii care au rămas fără slujbă, spunând în articolul din "Sunday Times": "Nu pot fi emoționat de falimetul companiei - cu toate că îmi pare rău pentru muncitori."

### Vauxhall
Datorită criticilor permanente aduse automobilelor Vauxhall, mulți muncitori ai Vauxhall l-au învinovățit pentru slabele vânzări ale Opelului Vectra. Ironic, oficialii General Motors — care deține Vauxhall — l-au invitat pe Clarkson la lansarea mult îmbunătățitului Vectra, dar nu se știe dacă el a participat. Opiniile lui Clarkson despre Vauxhall s-au schimbat semnificativ în ultimii ani. A lăudat VX220 Turbo și Monaro. De asemenea a avut păreri bune despre Astra VXR, chiar dacă în continuare nu îi place Vectra.

### Acuzații de rasism
În octombrie 1998, compania, Hyundai s-a plâns față de BBC, despre ceea ce ei au descris ca fiind comentarii "bigotiste și rasiste" în cadrul Salonului Auto de la Birmingham, unde se presupune că a spus despre oamenii care lucrează la Hyundai că au mâncat un câine (datorită faptului că oamenii din Coreea sunt recunoscuți ca mâncători de carne de câine) și că designerul Hyundaiului XG mâncase probabil un spaniel la prânz. Se presupune că s-a referit la cei care lucrează la standul BMW ca fiind naziști.  A spus de asemenea despre unele mașini BMW că sunt mașini pentru personalul nazist.
În aprilie 2014 a fost acuzat de rasism, după ce și-a botezat câinele negru Didier Dogba, combinație între cuvântul dog (câine) și numele fotbalistului de culoare Didier Drogba, care a evoluat pentru Chelsea.

### Acuzații de homofobie
În iulie 2004, Clarkson a primit plângeri din partea grupurilor britanice de homosexuali după ce într-o emisiune "Top Gear" a fost e acord cu o persoană din public care a spus că o mașină i se pare puțin "gay" sau "ginger beer"(bere de ghimbir care rimează în argou cu "queer", cuvânt folosit pentru a face referire la persoanele homosexuale). Cei ce au făcut plângerea au spus că prezentatorul a folosit cuvântul într-un mod peiorativ, lucru pe care BBC l-a negat.

### Celebrități
Clarkson a făcut numeroase remarci controversate în "Have I got news for you". A glumit o dată, spunând că Paul McCartney ar trebui să fie trecut ca autor înaintea lui John Lennon pe multe din piesele The Beatles', și că el crede că McCartney trebuia pus înaintea lui Lennon în topul lui Mark David Chapman. De asemenea a glumit spunând că Paul McCartney i-a oferit unei femei o întâlnire, care și-a folosit piciorul protezat pentru a fugări un rottweiler, făcând referire la căsătoria lui eșuată cu Heather Mills. Clarkson a apărat-o pe Camilla Parker-Bowles într-un episod. "Oamenii o critică (Parker-Bowles) pentru că se apropie de 60 (de ani) dar uită că Princess Diana avea aproape 120 (de mile) când intrase în tunelul acela.". A remarcat de asemenea faptul că machiorul personal al Camillei este cunoscut sub numele de "olarul Ken".
Are o dispută publică de foarte mult timp cu Piers Morgan, fostul editor al Daily Mirror. În octombrie 2003, la ultimul zbor al Concorde, a aruncat un pahar cu apă pe Morgan în timp ce amândoi își schimbau insulte. În martie 2004, la premiile presei britanice, l-a înjurat pe Morgan și l-a lovit cu pumnul, fiind aparent supărat pe faptul că ziarul publicase fotografii ale lui Clarkson cu o femeie care nu era soția sa.

### Top Gear
În februarie 2004, Clarkson a lovit un copac de 30 de ani cu o Toyota Hilux pentru a demonstra cât de rezistentă este mașina. Acest lucru a dus la plata unor plăți compensatorii de către BBC către consiliul local, care nu a știut cine a lovit copacul până când nu a văzut emisiunea; se credea că acel copac a fost vandalizat de localnici.
În iulie 2006, Clarkson a atras plângeri la adresa emisiunii "Top Gear", când a spus că șoferii de autobuz sunt "mici Hitleri", făcând comentarii despre musulmani, și glumind pe seama unui spectator spunându-i Iisus. Mai târziu a spus că a primit mai multe plângeri din cauza atitudinii sale despre rulote.
Opiniile sale despre cicliști și promovarea autovehiculelor a dus la îngrijorare în rândurile cicliștilor și a organizațiilor pentru siguranța rutieră. Transport 2000 au cerut ca emisiunea Top Gear să fie înlocuită de o emisiune orientată pe siguranța traficului și pe protecția mediului, emisiune care ar fi trebuit să se numească "ThirdGear". De asemenea, în 1999 mai mulți membri ai Parlamentului Britanic au criticat emisiunea ca fiind "obsedată de accelerare".  BBC a respins numeroase plângeri legate de emisiune și de prezentatorii acesteia, "Dacă remarcile făcute de prezentatori au fost făcute cu un grad de seriozitate și nu sunt mai mult decât glume, fiind o marcă a televiziunii, vom lua măsuri împotriva lor.".
Clarkson și colegii prezentatori au avut parte de reacții dure după accidentul lui Richard Hammond petrecut în septembrie 2006 care a avut loc după ce acesta, s-a răsturnat cu o mașină cu motor cu reacție la peste 400 km/h, aceste reacții au dus la îngrijorarea că emisiunea ar putea fi anulată.  Uimitor, ministrul însărcinat cu siguranța rutieră, Stephen Ladyman a susținut emisiunea, spunând despre accidentul lui Hammond: "Cred că ar fi foarte trist dacă o astfel de tragedie ar fi folosită pentru a ataca o emisiune de divertisment".

### Alte controverse
În timpul unui episod din 13 noiembrie 2005, la segmentul de știri al emisiunii era prezentat un nou concept Mini al BMW de la salonul auto de la Tokyo, despre care Richard Hammond spunea că ar deține un set de ceai "chintesențial Britanic". Clarkson a răspuns spunând cu o tentă batjocoritoare că, Mini-ul proiectat și deținut de BMW ar trebui să primească ceva "chintesențial german [...] un sistem de navigație care te duce numai în Polonia", făcând referire la invazia nazistă a Poloniei care a dat naștere la cel de-al doilea război mondial și că o curea de transmisie a unui astfel de Mini va dura o mie de ani, făcând referire la "Reich-ul de 1000 de ani" al lui Adolf Hitler. Aceste declarații au fost reflectate negativ de presa britanică și cea germană. A făcut remarci similare despre noul Mercedes S-Class când a folosit sistemul de recunoștere a vocii din sistemul de navigație prin satelit, cerându-i să îl ducă la Varșovia, capitala Poloniei.
În septembrie 2005, Clarkson a scris un editorial în The Sun, în care îi critica pe americani pentru timpul de răspuns al serviciilor de urgență de după Uraganul Katrina, adăugând faptul că: "Majoritatea americanilor abia sunt în stare să meargă pe picioarele din spate". A mai spus de asemenea într-o emisiune "Top Gear" atunci când compara satul britanic cu cel american, că "în America rurală, centrul satului este plin de oameni care fac... ceea ce fac ei acolo. Incest în general"..
În Sunday Times pe 2 iunie 2002, glumea spunând că a petrecut o zi întreagă vânând șobolani folosind rachete de tenis și bâte de croquet. Societatea Regală de protecție a animalelor l-a avertizat în urma acestor comentarii. În timp ce era invitat la emisiunea QI, transmisă pe data de 11 noiembrie 2005, a spus că foca are același gust ca atunci când " lingi o toaletă turcească". A mâncat de asemenea balenă (despre care a spus că are același gust ca friptura de vită steak, dar cu un iz de fier), învelită în pescăruș dat pe răzătoare. El spunea: "Chelnerul m-a întrebat dacă aș vrea pescăruș ras peste carnea de balenă, așa m-am întrebat cum aș putea spune nu unei așa ocazii".
În 2005, Facultatea Tehnologică din cadrul Universității Oxford Brookes i-a acordat un doctorat onorific, lucru care a dat naștere la proteste din partea verzilor (organizație politică), care au obiectat față de declarațiile sale despre mediu și despre faptul că apără folosirea mașinilor. El spunea:" Chiar am o lipsă de respect pentru mediu. Cred că pământul poate să-și poarte de grijă și singur și ar trebui să ne bucurăm de el așa cum este". După ceremonia de decernare a doctoratului, a primit o plăcintă cu banane în față de la Rebecca Lush reprezentantă a Roadblock. Clarkson a luat această insulă cu un ton glumeț, spunând că plăcinta avea prea mult zahăr.
În mai 2006, un conflict de lungă durată dintre Clarkson și Sir Jonathon Porrit, un adept al protejării mediului și președintele comisiei de dezvoltare durabilă a Marii Britanii, a luat amploare atunci când domnul Porrit l-a descris pe Clarkson ca fiind un "fanatic extraordinar" în ceea ce privește pasiunea sa pentru lucrurile cu motor, datorită opiniilor sale despre încălzirea globală. Clarkson a răspuns acestor afirmații în editorialul său din Sunday Times, spunând: "Ar trebui să fiu îngrijorat, probabil, dar în principal sunt flatat. De ani de zile mă simțeam ca Regele Canute stând pe loc, urmărind cum valul ecologiștilor se apropie inexorabil către mal. Dar acum, domnul Pot-Porrit a apărut de nicăieri și spune că eu chiar am puterea de a sta în calea planurilor sale de a face trenuri din carton și de producere a curentului electric prin compostarea rebelilor."
Clarkson, printre alții, a fost blamat pentru slabele vânzări ale mărcii denim. Revista Draper's Record, un standard al industriei modei, a publicat un articol despre stilul prost în care se îmbracă Clarkson: "Pentru o vreme, la sfârșitul anilor 90 denim a devenit un lucru de nepurtat." 501  — marca principală a Levi — a suferit cel mai mult de așa-zisul "efect Jeremy Clarkson".  A apărut în emisiunea What Not to Wear (Ce să nu purtați), unde a fost declarat ca fiind una dintre "celebritățile care se îmbracă cel mai prost din lume".
Clarkson a fost remarcat pentru atitudinea sa pro-tutun și pro-fumat, chiar fumând în public cât mai mult în ziua Națională Anti-fumat. Cu toate acestea, a anunțat că pe data de 14 aprilie 2006 a renunțat la fumat. A spus că a găsit un leac pentru depenență - Koenigseggul CCX.

### Trivia
- A fost votat al 66-lea în emisiunea de pe Canalul 4, Cei mai mari 100 britanici.
- A ieșit pe locul 19, în emisiunea "Cele mai mari 50 de staruri TV" de pe ITV1.
- Clarkson are rolul impresarului lui Lightning McQueen's, Harv în versiunea britanică a filmului creat de Pixar, Cars

## "Lucrări"

### Alte emisiuni automobilistice
- Jeremy Clarkson's Motorworld (Lumea motorizată a lui Jeremy Clarkson) 1995-1996

### Emisiuni non-auto
- Clarkson (1998-2000): Emisiune de discuții ce a avut 3 serii.
- Jeremy Clarkson's Extreme Machines (Mașinăriile extreme ale lui Jeremy Clarkson) (1998): a fost în tot felul de mașinării inclusiv un avion și o barcă pe pernă de aer.
- Robot Wars (Războaiele roboților) (1997): Clarkson a prezentat prima serie a versiunii din Marea Britanie.
- Jeremy Clarkson Meets The Neighbours (Jeremy Clarkson se întâlnește cu vecinii): Un eurofob notoriu, Clarkson a călătorit prin Europa, pentru a vedea cu ochii lui (iar în unele cazuri combătându-și) prejudecățile.
- Speed (Viteză) (2001): O serie despre istoria vehiculelor rapite, inclusiv avioane, bărci și mașini.
- Have I Got News For You (Să vezi ce știri am): A fost gazda emisiunii pentru 4 episoade, o dată2002, de două oriouă în 2005 și o dată în 2006. A fost și invitat în 2003.
- Inventions That Changed the World (Invenții care au schimbat lumea) (2004): Cinci episoade în care a prezentat inventarea puștii/calculatorului/motorului cu reacție/telefonului/televiziunii dintr-un punct de vedere britanic.
- Top of the Pops: A coprezentat un episod pe 24 iulie, 2005 împreună cu Fearne Cotton.
- QI: A fost invitat de patru ori.
- Grumpy Old Men (Moșnegi morocănoși) (2003-4): Clarkson a apărut alături de pietenul său, criticul alimentar A A Gill, într-un episod special de Crăciun, iar mai apoi în al doilea sezon al seriei.
- Jeremy Clarkson: Who Do You Think You Are? (Jeremy Clarkson: Cine crezi că ești) (2004): Clarkson a luat urma familiei sale  într-un episod din serie.
- Great Britons (Mari britanici) : În sondajul pentru aflarea celui mai mare britanic, Clarkson era cel mai mare susținător al lui Isambard Kingdom Brunel, care a ieșit al doilea.
- The Victoria Cross: For Valour(Crucea Victoria:pentru valoare) (2003): Clarkson a prezentat un documentar despre istoria Crucii Victoria.
- Never Mind The Buzzcocks (Nu-i lua în seamă pe Buzzcocks): Prezentator invitat pe 10 aprilie 2006

### Filme
- Jeremy Clarkson's Motorsport Mayhem (Măcelul sporturilor auto a lui Jeremy Clarkson) (1995)
- Jeremy Clarkson - Unleashed On Cars (Jeremy Clarkson - Dezlănțuit asupra mașinilor) (1996)
- The Best Of Jeremy Clarkson's Motorworld (Cele mai bune părți din lumea auto a lui Jeremy Clarkson) (1996)
- More Motorsport Mayhem Featuring Jeremy Clarkson And Steve Rider (Mai multe măceluri cu Jeremy Clarkson și Steve Rider) (1996)
- Jeremy Clarkson's Unlimited Extreme Machines (Mașini extreme cu Jeremy Clarkson) (1997)
- Jeremy Clarkson - Apocalypse Clarkson (Jeremy Clarkson - Apocalipsa Clarkson) (1997)
- The Most Outrageous Jeremy Clarkson Video In The World...Ever (Cel mai incredibil film cu Jeremy Clarkson din lume... Dintotdeauna) (1998)
- Jeremy Clarkson Head To Head (Jeremy Clarkson făță în față) (1999)
- Jeremy Clarkson - At Full Throttle (Jeremy Clarkson - Cu talpa la fund) (2000)
- Jeremy Clarkson - Top 100 Cars (Jeremy Clarkson - Top 100 mașini) (2001)
- Jeremy Clarkson - Speed (2001) (Jeremy Clarkson - Viteză)
- Jeremy Clarkson - No Limits (Jeremy Clarkson - Fără limite) (2002)
- Jeremy Clarkson's Shootout (Împușcarea lui Jeremy Clarkson) (2003)
- Jeremy Clarkson - Hot Metal (2004)
- Jeremy Clarkson - Heaven And Hell (Jeremy Clarkson - Rai și Iad) (2005)
- Jeremy Clarkson - The Good, The Bad, And The Ugly (Jeremy Clarkson - Bunul, Răul și Urâtul) (2006)
- Jeremy Clarkson - Supercar Showdown (Jeremy Clarkson - Spectacolul Supermașinilor) (2007)
- Jeremy Clarkson - Supercar Showdown - Behind The Scenes (Jeremy Clarkson - Spectacolul Supermașinilor - În spatele scenelor) (2007)
- The Jeremy Clarkson Collection BBC (Colecția Jeremy Clarkson BBC) (2008)
- Jeremy Clarkson - Thriller (Jeremy Clarkson - Thriller) (2008)
- Jeremy Clarkson - Duels (Jeremy Clarkson - Dueluri) (2009)
- Jeremy Clarkson - The Italian Job (2010)
- Jeremy Clarkson - Powered Up (2011)

### Cărți
- Jeremy Clarkson's Motorworld (Lumea auto a lui Jeremy Clarkson) (1996)
- Clarkson on Cars: Writings and Rantings of the BBC's Top Motoring Correspondent (Clarkson Despre mașii: Scrieri și debitări ale celui mai bun corespondent auto al BBC)  (1996)
- Clarkson's Hot 100 (1996)
- Jeremy Clarkson's Planet Dagenham: Drivestyles of the Rich and Famous (Planeta Dagenham a lui Jeremy Clarkson - Stilul de condus a bogaților și faimoșilor) (1998)
- Born to Be Riled: The Collected Writings of Jeremy Clarkson (Născut pentru a enerva: Scrierile lui Jeremy Clarkson) (1999)
- Jeremy Clarkson's Ultimate Ferrari (Cel mai tare Ferrari a lui Jeremy Clarkson) (2001)
- The World According To Clarkson(Lumea după Clarkson) (2004)
- Clarkson on Cars (Clarkson despre mașini) (2004)
- I Know You Got Soul (Știu că ai suflet)(2004)
- Motorworld (Lumea auto)(2004)
- Swiat wedlug Clarksona (Polish edition of The World According to Clarkson, 2006)